# Општина Ађиђа (Констанца)
Општина Ађиђа (рум. Comuna Agigea) је општина у жупанији Констанца у југоисточној Румунији. Седиште општине је насеље Ађиђа. Према попису из 2021. године имала је 8.722 становника.

## Географија
Општина Ађиђа се налази на југоистоку Румуније на обали Црног мора, у жупанији Констанца. Простире се на површини од 45,25 . Границе општине су следеће:
- На северу и истоку — град Констанца
- На истоку — Црно море
- На југу — вароши Ефорије и Текиргиол
- На западу — општина Топраисар
- На северозападу — општина Кумпана

## Становништво
| 1992. | 2002. | 2011. | 2021. |
| ----- | ----- | ----- | ----- |
| 4.611 | 5.482 | 6.992 | 8.722 |

Према попису из 2021. у општини Ађиђа је живело 8.722 становника што је за 1.730 више (+24,74%) у односу на попис из 2011. на ком је било 6.992 становника.
На попису из 2021. већину становништва су чинили Румуни (78,66%), а од мањина је највише било Татара (3,94%).
| Етнички састав према попису из 2021.‍ | Етнички састав према попису из 2021.‍ | Етнички састав према попису из 2021.‍ | Етнички састав према попису из 2021.‍ | Етнички састав према попису из 2021.‍ |
| ------------------------------------ | ------------------------------------ | ------------------------------------ | ------------------------------------ | ------------------------------------ |
|                                      |                                      |                                      |                                      |                                      |
| Румуни                               | Румуни                               |                                      | 6.861                                | 78,66%                               |
| Татари                               | Татари                               |                                      | 344                                  | 3,94%                                |
| Турци                                | Турци                                |                                      | 73                                   | 0,84%                                |
| Роми                                 | Роми                                 |                                      | 10                                   | 0,11%                                |
| Руси-Липовани                        | Руси-Липовани                        |                                      | 7                                    | 0,08%                                |
| Остали                               | Остали                               |                                      | 25                                   | 0,29%                                |
| Непознато                            | Непознато                            |                                      | 1.402                                | 16,07%                               |

### Насеља
Општина се састоји из четири насеља: Ађиђа, Лазу, Санаторијул Ађиђа и Стацијуња Зоолођика Марина Ађиђа. Седиште општине и највеће насеље је Ађиђа.
| Насеље                           | Румунски назив | Становништво | Становништво |
| Насеље                           | Румунски назив | 2011.        | 2021.        |
| -------------------------------- | -------------- | ------------ | ------------ |
| Ађиђа                            |                | 4.853        | 6.358        |
| Лазу                             |                | 1.613        | 2.332        |
| Санаторијул Ађиђа                |                | 442          | 25           |
| Стацијуња Зоолођика Марина Ађиђа |                | 84           | 7            |
| Општина Ађиђа                    |                | 6.992        | 8.722        |